# 群馬県道139号群馬八幡停車場剣崎線
群馬県道139号群馬八幡停車場剣崎線（ぐんまけんどう139ごう ぐんまやわたていしゃじょうけんざきせん）は、群馬県高崎市八幡町にある東日本旅客鉄道（JR東日本）群馬八幡駅前から高崎市剣崎町に至る一般県道である。

## 概要
群馬八幡駅前を起点に、八幡工業団地の西端を通過して、高崎市剣崎町の国道406号剣崎町交差点に接続する。全線が高崎市内で、全線が2車線である。
起終点以外で接続する県道や国道はない。
高崎市の市内循環バスぐるりんのうち、少林山線と榛名線が本路線を全線通過する。

### 路線データ
- 起点：高崎市八幡町（群馬八幡駅前）[注釈 1]
- 終点：高崎市剣崎町（国道406号交点〈剣崎町交差点〉）[注釈 2]

## 歴史
- 1959年（昭和34年）9月18日：群馬県より現・道路法に基づき、県道群馬八幡停車場劍崎線（群馬八幡停車場 - 県道高崎榛名中之条線[注釈 3]交点〈高崎市劍崎町〉、整理番号94）が路線認定される[3][注釈 4]。
  - 同日、前身路線にあたる旧・県道群馬八幡停車場劍崎線（群馬八幡停車場 - 高崎市剣崎町、整理番号121）が路線廃止される[4]。

## 交差する主な道路
- 群馬県道141号群馬八幡停車場藤塚線 - 高崎市八幡町（群馬八幡駅前、起点）
- 国道406号 - 高崎市剣崎町（剣崎町交差点、終点）